# Arthur Hinsley
Arthur Hinsley (Selby, 25 de agosto de 1865 - Butingford, 17 de março de 1943) foi um arcebispo inglês da Igreja Católica Romana. Serviu como arcebispo de Westminster de 1935 até sua morte e foi nomeado cardeal em 1937.

## Vida
Arthur Hinsley nasceu em Carlton, perto de Selby, Yorkshire, segundo dos quatro filhos de Thomas Hinsley, um carpinteiro local, e de Bridget Ryan, irlandesa. Seu pároco patrocinou sua educação e aos 11 anos ele partiu para o Ushaw College, em Durham. Enquanto estudante lá, ele garantiu seu diploma de bacharel pela London University. Depois foi para o Venerable English College em Roma, para obter mais diplomas na Pontifícia Universidade Gregoriana e na Pontifícia Universidade São Tomás de Aquino. Foi ordenado em 23 de dezembro de 1893, aos 28 anos, e incardinado na diocese de Leeds.
Ele então retornou ao Ushaw College para lecionar (1893-1897). Ministério pastoral na arquidiocese de Westminster (1898). Fundou uma escola patrocinada por leigos, a St. Bede's Grammar School, em Bradford e se tornou seu primeiro diretor (1899-1904). Incardinou-se na Diocese de Southwark em 1905.
Depois, ainda exerceu ministério pastoral na arquidiocese de Westminster (1904-1917). Prelado doméstico de Sua Santidade, 14 de novembro de 1917. Reitor do Venerável English College, Roma, (1917-1930).
Em 10 de agosto de 1926, o Papa Pio XI nomeou Monsenhor Hinsley como Bispo Titular de Sebastopolis na Armênia. Recebeu a ordenação episcopal no 30 de novembro seguinte, na capela do English College em Roma, pelo cardeal Rafael Merry del Val y Zulueta; os co-consagradores foram o Arcebispo Giuseppe Palica e o Bispo de Southwark, Peter Emmanuel Amigo.
Em 10 de dezembro de 1927, o Papa o enviou como Visitador Apostólico para a África Britânica. Promovido a Arcebispo Titular de Sardes e Delegado Apostólico para as colônias britânicas na África que não estavam sob a jurisdição dos delegados apostólicos no Egito, Congo Belga e África do Sul, em 9 de janeiro de 1930.
Renunciou à delegação, 25 de março de 1934, por problemas de saúde. Cônego do capítulo da basílica patriarcal do Vaticano, 29 de março de 1934. Transferido para a sé metropolitana de Westminster, 1º de abril de 1935 e instalado em 29 de abril.
O Papa Pio XI o elevou a cardeal-presbítero com a igreja titular de Santa Susana, no consistório de 13 de dezembro de 1937. Cardeal Hinsley participou do conclave de 1939.
Ele morreu em 17 de março de 1943, de um ataque cardíaco quando ele já estava quase cego e surdo, em sua casa de campo em Butingford, perto de Londres e foi enterrado na capela de São José na Catedral de Westminster em Londres.

## Posicionamento político
Hinsley posicionou-se contra o totalitarismo de Adolf Hitler. Fundou a Sword of the Spirit como um empreendimento ecumênico para reunir as igrejas contra o totalitarismo - e se tornou famoso por seus bate-papos de rádio em tempos de guerra e encorajamento.